# Sant Andreu de Pineda de Mar
Sant Andreu de Pineda de Mar és una ermita de Pineda de Mar (Maresme) inclosa a l'Inventari del Patrimoni Arquitectònic de Catalunya.

## Descripció
Ermita situada a la carretera d'Hortsavinyà a 11 km. del nucli urbà de Calella, molt a prop del punt dels tres termes (Tordera,, Pineda i Calella). L'ermita s'aixeca en un petit turonet sobre la carretera, en un eixamplament d'aquesta que fa de pàrking, i on s'indica la proximitat de l'ermita de Sant Andreu. El seu estat és d'abandó total, des de fa molts anys, ja que en el seu interior hi creixen arbres que superen la trentena d'anys. La construcció és d'una sola nau, de dimensions reduïdes amb un petit campanaret sobre la porta d'entrada. Davant de la porta hi queden les restes de dos pilars de pedra que devien ésser el suport del porxo d'accés.

## Història
L'ermita de Sant Andreu la trobem esmentada en un conjunt d'esglésies, ja al segle xi.